# Timor Est
Timor Est, o Timor Leste, ufficialmente Repubblica Democratica di Timor Leste, o Repubblica Democratica di Timor Est, è uno Stato del Sud-est asiatico, composto dalla metà orientale dell'isola di Timor, dall'exclave di Oecusse sulla costa nord della parte occidentale di Timor, dall'isola di Atauro, a nord, e dall'isolotto di Jaco, al largo della punta orientale dell'isola. L'unico confine terrestre è condiviso con l'Indonesia, con le acque territoriali confinanti a sud con le acque australiane nel Mar di Timor. La sua capitale è Dili, città costiera nel Nord dell'isola.
Conosciuto in passato come Timor portoghese, in quanto il Paese è stato una colonia portoghese fino al 1975, fu dichiarato indipendente unilateralmente il 28 novembre dello stesso anno, da parte di fazioni filo-comuniste. Il timore di avere un governo comunista indipendente all'interno dell'arcipelago indonesiano nelle fasi più concitate della guerra fredda portò l'Indonesia a invadere Timor Est su vasta scala, con il supporto dei governi occidentali, nel dicembre 1975 e a dichiararlo come la propria 27ª provincia il 17 luglio 1976, col nome di Timor Timur. Il 30 agosto 1999 gli abitanti optarono per l'indipendenza in un referendum organizzato dalle Nazioni Unite, approvato a larga maggioranza della popolazione. È diventata la prima nazione a raggiungere l'indipendenza nel XXI secolo.
La lingua principale parlata è stata l'indonesiano per i 25 anni di occupazione militare, ma oggi è la lingua tetum, più parlata nella capitale. Tetum e portoghese formano le due lingue ufficiali del Paese, che fa parte della Comunità dei Paesi di lingua portoghese. Indonesiano e inglese, inoltre, sono classificati dalla Costituzione di Timor Est come lingue di lavoro, indispensabili per i rapporti commerciali con i Paesi della regione. È uno dei due Paesi prevalentemente cattolici presenti in tutta l'Asia (l'altro è l'arcipelago delle Filippine). Si stima infatti che circa il 97% della popolazione professi la religione cattolica. Timor Est è un paese ancora molto povero economicamente, anche se dal 2008 l'economia timorese ha incominciato a registrare un'importante crescita economica, grazie alla scoperta e allo sfruttamento di consistenti riserve di petrolio e all'aumento costante degli investimenti sia interni sia esteri nel Paese.

## Storia

### Età precoloniale
In epoca precoloniale Timor era composta da numerosi piccoli regni, il più importante dei quali quello di Wehali.

### Colonizzazione ed età moderna
Timor fu colonizzata all'inizio del XVI secolo sia dai portoghesi sia dagli olandesi. Dopo un lungo periodo di contesa, Paesi Bassi e Portogallo si spartirono formalmente l'isola fra il 1859 e il 1914; ai portoghesi andò la parte orientale, agli olandesi quella occidentale.
L'isola fu conquistata dai giapponesi durante la seconda guerra mondiale e alla fine del conflitto Timor Est ritornò sotto il controllo del Portogallo.

### Prima indipendenza e invasione indonesiana
Il 28 novembre 1975, un anno e mezzo dopo la rivoluzione portoghese, detta "dei garofani", Timor Est dichiarò la propria indipendenza. Nove giorni dopo, l'esercito indonesiano ne assunse il controllo invadendola e Timor Est divenne una provincia dell'Indonesia; negli anni successivi, segnati da continui scontri con l'esercito clandestino degli indipendentisti, il FALINTIL, i militari indonesiani e le milizie civili anti-indipendentiste fecero strage di civili.
Solo con il massacro di Dili, compiuto dalle truppe indonesiane e dalle milizie fiancheggiatrici, il 12 novembre 1991, le rivendicazioni dell'indipendenza di Timor Est trovarono risonanza internazionale e la destituzione di Suharto, nel 1998, accelerò il processo di revisione della posizione di Timor Est.

### Seconda indipendenza e coinvolgimento ONU
Il 30 agosto 1999, in seguito alle forti pressioni internazionali, fu indetto un referendum per l'indipendenza, sotto il controllo di osservatori internazionali facenti parte della missione UNAMET, promosso dal Consiglio di sicurezza delle Nazioni Unite: vinse nettamente (78,5%) la fazione indipendentista, ma nel paese si scatenò un'ondata di violenza che s'interruppe solo con un intervento di peacekeeping dell'INTERFET, un corpo di spedizione militare inviato dalle Nazioni Unite; Timor Est divenne a tutti gli effetti uno Stato indipendente solo il 20 maggio 2002. 

### Età contemporanea
Nel 2002, fu eletto Capo dello Stato Xanana Gusmão, leader del movimento di guerriglia indipendentista FALINTIL, braccio armato del partito che raccoglieva la maggioranza degl'indipendentisti, il FRETILIN. Sciolto il FRETILIN, fu costituito un esercito nazionale regolare, il FDTL (Forças de Defesa de Timor-Leste = Forze di Difesa di Timor Est), dal quale rimasero in gran parte esclusi i guerriglieri indipendentisti, mentre vi furono cooptati anche poliziotti che erano già stati al servizio dell'Indonesia.
Nel marzo 2006 metà delle forze armate si ribellarono al primo ministro Mari Alkatiri, che le aveva forzatamente congedate. I soldati ribelli si appellarono a Gusmão che, sconfessando l'operato del premier, assunse il comando dell'esercito. Il Paese precipitò nella guerra civile. Nel corso dell'anno, 2 000 soldati australiani insieme a 500 malesi, nonché ad alcune unità neozelandesi e portoghesi, si dispiegarono nel Paese per contenere i danni alla martoriata popolazione.
L'11 febbraio 2008 un gruppo di militari ribelli tentò un golpe, attentando alla vita del presidente José Ramos-Horta – ferito gravemente – e del premier Xanana Gusmão – rimasto invece illeso. Il golpe fallì a causa della morte del leader dei ribelli, Alfredo Reinado, ucciso durante l'assalto alla casa del presidente.

## Politica

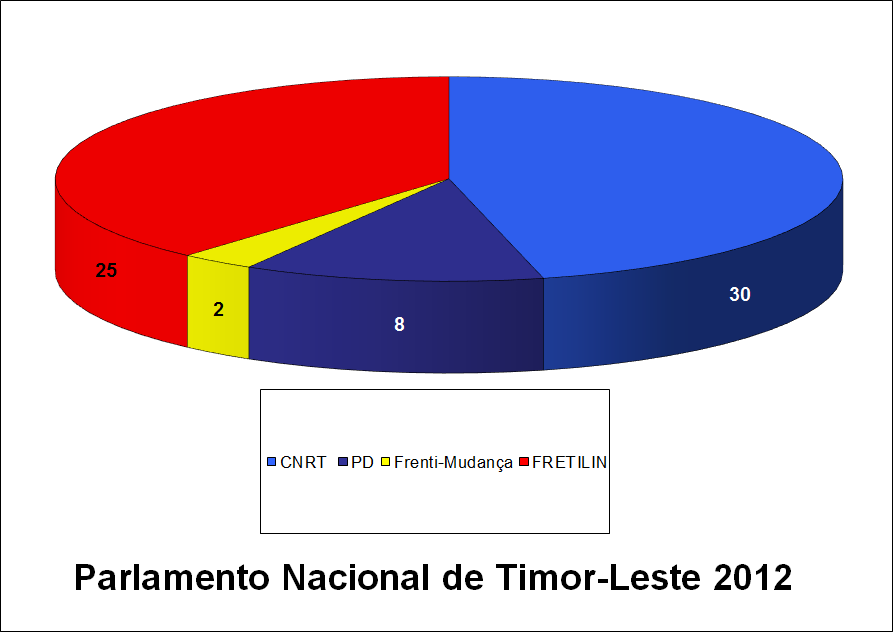
Distribuzione dei seggi nel Parlamento di Timor Est dopo le elezioni del 2012

Il capo dello Stato è il Presidente della Repubblica, che viene eletto con voto popolare ogni cinque anni e il cui ruolo è soprattutto simbolico, sebbene in certi casi egli disponga del diritto di veto. In seguito alle elezioni parlamentari, il Presidente nomina il Primo ministro, solitamente il leader del partito vincente o della coalizione maggioritaria, il quale diviene così il capo del governo.
Il Parlamento timorese, chiamato Parlamento Nacional de Timor-Leste, è formato da una sola camera, i cui membri vengono eletti con voto popolare ogni cinque anni. Il numero dei seggi in Parlamento può variare da un minimo di 52 a un massimo di 65; gli attuali 88 membri rappresentano perciò un'eccezione dovuta al periodo di transizione che lo Stato sta attraversando (del resto, sono ancora in fase di formazione sia le istituzioni governative sia il sistema amministrativo).
La costituzione timorese è stata modellata sul modello di quella portoghese.
Dal 22 giugno 2018 il primo ministro è Taur Matan Ruak. Il Presidente della Repubblica è José Ramos-Horta, che ha vinto con il 62,1% dei voti nel ballottaggio per le elezioni presidenziali del 2022.

### Suddivisione amministrativa

I distretti di Timor Est

Timor Est è suddivisa in 14 distretti amministrativi (fra parentesi i rispettivi capoluoghi):
- Distretto di Aileu (Aileu)
- Distretto di Ainaro (Ainaro)
- Atauro (Vila Maumeta)
- Distretto di Baucau (Baucau)
- Distretto di Bobonaro (Maliana)
- Distretto di Cova Lima (Suai)
- Distretto di Dili (Dili)
- Distretto di Ermera (Gleno)
- Distretto di Lautém (Lospalos)
- Distretto di Liquiçá (Liquiçá)
- Distretto di Manatuto (Manatuto)
- Distretto di Manufahi (Same)
- Distretto di Oecusse (Pante Macassar)
- Distretto di Viqueque (Viqueque)

## Geografia
Il territorio di Timor Est è prevalentemente pianeggiante e in parte collinare, esso copre una superficie di 18901 km²; la parte principale della nazione si estende nella zona orientale dell'Isola di Timor. L'isola di maggiore estensione è Atauro; i fiumi di maggiore lunghezza sono il Laklo e il Lóis; la montagna più alta è il Monte Tatamailau, alto 2960 m.
Timor Est confina a ovest con l'Indonesia, a nord è bagnato dagli stretti di Ombai e Wetar e a sud dal Mar di Timor che lo separa dall'Australia. L'exclave di Okussi-Ambeno è bagnata a nord dal Mare di Savu, mentre il confine terrestre è con la sola Indonesia. È inoltre l'unico Stato dell'Asia a essere situato completamente nell'emisfero australe.
L'isola si caratterizza per l'esistenza di una catena montuosa che si estende da est a ovest. Tale catena montuosa divide la costa del nord (più calda) da quella del sud (con pianure alluvionali e un clima più mite). La cima più elevata è il monte Ramelau (o Tatamailau), che registra 2960 m di altitudine. Ma ci sono anche altri quattro monti che superano i 2 000 metri: il monte Cablaque, sulla frontiera dei distretti di Ermera e Ainaru (Ainaro); i monti Merique e Loelaco, nella zona orientale; infine il monte Matebian, tra Baukau (Baucau) e Vikeke (Viqueque).
Inoltre il territorio è a forte rischio sismico e i terremoti sono molto frequenti.

### Clima

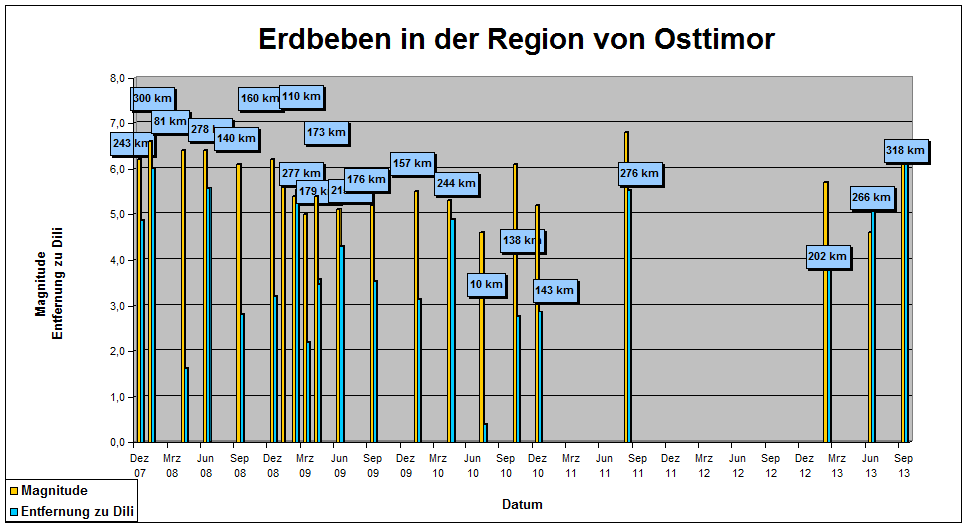
Diagramma a barre dei terremoti più importanti verificatisi dal 2007 a Timor Est. La magnitudo è indicata dall'altezza delle barre, mentre il valore in km indica la distanza dell'epicentro dalla capitale Dili.

Nonostante Timor sia un paese tropicale, la morfologia del territorio ha contribuito a un aumento notevole delle temperature medie annuali. Si registrano circa 15 °C nelle regioni montuose e 30 °C nella parte di Dili e nella punta est del paese. Le precipitazioni sono tipiche del regime dei monsoni, perciò il territorio timorese deve spesso sopportare frane dovute alle numerose inondazioni.
Timor Est possiede un clima equatoriale, con due stagioni all'anno determinate dai monsoni. La bassa escursione termica annuale è comune a tutto il territorio e solo il regime di precipitazioni ha variazioni regionali. Si possono considerare tre aree climatiche: quella situata più a nord che è la meno piovosa ed è la più aspra, con una stagione secca che dura quasi cinque mesi; la zona montuosa centrale, che registra molte precipitazioni e un periodo di siccità di quattro mesi; infine la zona meno aspra a sud, con pianure molto estese, ma esposte ai venti australiani, più piovosa di quella del Nord dell'isola. Il suo periodo di siccità si aggira solamente intorno ai tre mesi.

## Fauna e flora

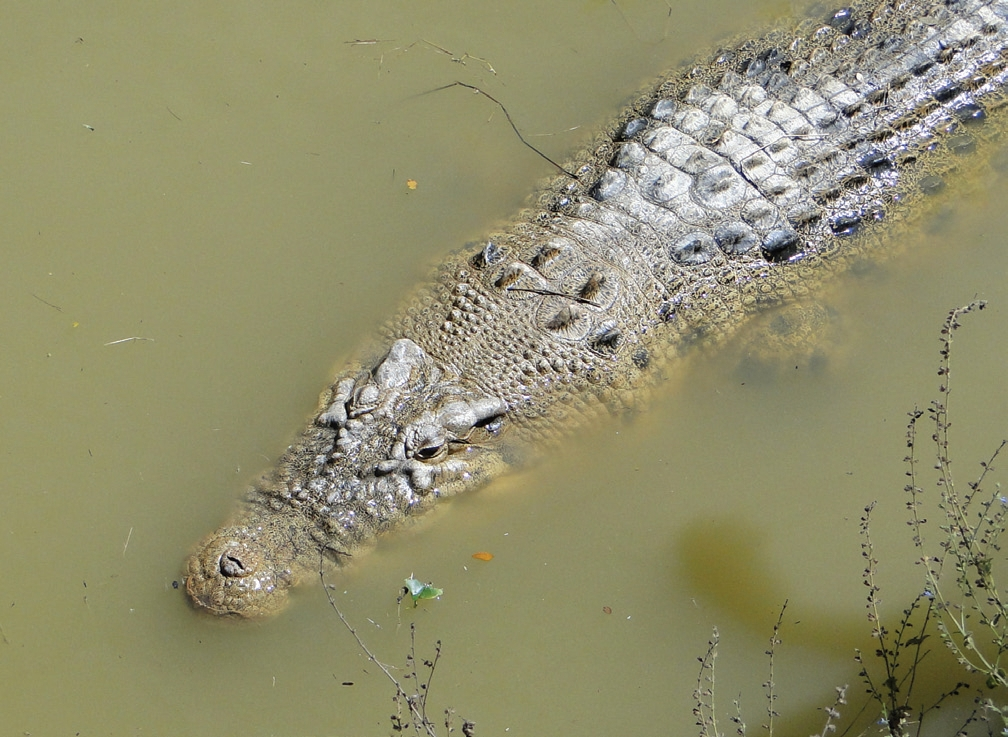
Coccodrillo marino ad Aileu

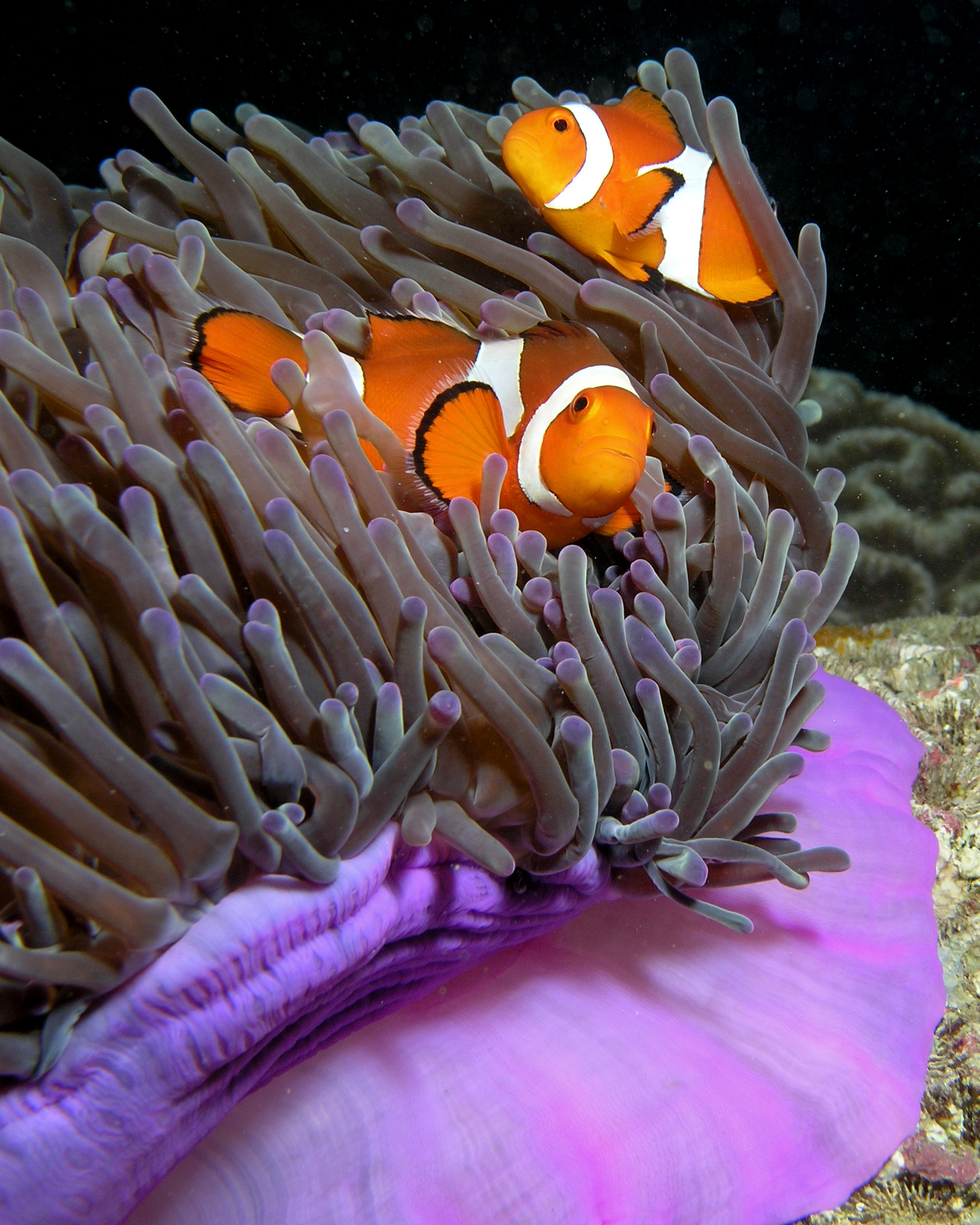
Pesci pagliaccio e anemoni magnifici a Timor Est

L'isola di Timor appartiene alla linea di Wallace, una zona di confine, da un punto di vista della fauna e della flora, tra il continente asiatico e quello oceanico. Tuttavia le varietà australiane sono poche (ad esempio il cusco settentrionale comune). I pochi mammiferi di Timor come il sambar dalla criniera, alcune specie di pipistrelli, di topi-ragno, di scimmie e come gli uccelli e gl'insetti assomigliano più ai comuni fenotipi asiatici. Tuttavia 23 specie di uccelli provengono solo dall'area ornitologica endemica di Timor e di Wetar. A un insieme di circa 240 specie di uccelli appartengono numerose specie di pappagalli, come i cacatuidi, poi amadine e colombe di Wetar.
Timor può offrire solo poche specie di anuri, della classe degli anfibi, la maggior parte anche non endemiche, ma anche alcune tipiche di Timor. In ogni caso uno studio effettuato sul campo fra il 2004 e il 2009 ha scoperto numerose specie fino ad allora sconosciute.
Il mondo animale di Timor è ricco anche di rettili, così il varano di Timor, che prende il nome proprio dall'isola, il pitone acquatico di Timor e il serpente del riff timorese, che vive in mare. Ai mari di Timor appartiene anche il cosiddetto triangolo dei coralli, una zona con la più grande biodiversità di coralli e pesci di scogliera del mondo.
Un particolare significato culturale riveste il coccodrillo marino, che, come dice il nome, vive in mare. Solo tra il 2007 e il 2008 a Timor Est si sono contate tre aggressioni da parte di coccodrilli che hanno causato due morti e due feriti. Anche gli animali domestici vengono spesso straziati dai coccodrilli, tanto che nel 2010 venne costituita una Crocodile Task Force composta da dieci uomini. In questo Timor Est ebbe l'aiuto dal Territorio del Nord australiano, ove esiste una consolidata esperienza di rapporti con i coccodrilli marini. Coccodrilli in cattività si trovano in un parco a Suai.
La vegetazione di Timor Est consiste principalmente in foreste secondarie, savane e di estensioni di graminacee. Si tratta principalmente di piante della famiglia delle Casuarinaceae, dei generi eucalipto, Cendana e sandalo. La superficie complessiva dei boschi è diminuita fra il 1990 e il 2000 dello 0,6% circa.
La superficie occupata dalle foreste primitive di Timor Est è diminuita di 220000 ha, ovvero dell'1% del territorio. Il bosco fitto si trova ora solo nel Sud del Paese o sulle zone montagnose. Le foreste di mangrovie coprono ora solo 7500 ha in Timor Est, al contrario di altre isole dell'arcipelago ove se ne trovano occupati solo spiazzi sporadici lungo le coste. Queste si presentano solo presso le coste settentrionali, dove il mare è più calmo. Ad esempio si trovano foreste di mangrovia a Metinaro, Tibar e a Maubara. Sulle coste meridionali le mangrovie non si estendono oltre che lungo gli estuari dei fiumi e nelle terre umide.

## Economia

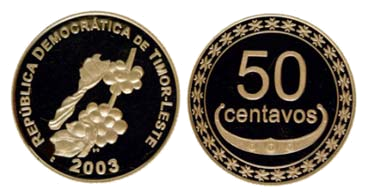
Moneta da 50 centesimi di Timor Est (2006)

Il secolare investimento del Portogallo nella sua colonia delle Indie orientali non è stato sufficiente a garantire lo sviluppo e il paese è rimasto povero fino a oggi. Sono state però costruite alcune infrastrutture sanitarie, di trasporto e istruzione dopo la seconda guerra mondiale. Il commercio di legno di sandalo, uno dei principali prodotti del territorio, ha perso importanza e l'unica fonte di reddito è rimasta una modesta produzione di caffè. Il contributo indonesiano nella costruzione di infrastrutture è stato superiore a quello del Portogallo, anche se corrispondente al proprio interesse, come il trasporto di truppe o l'assorbimento più rapido della cultura indonesiana da parte di Timor, con la perdita progressiva della propria cultura. Tuttavia, la maggior parte degli edifici sono stati distrutti dalle milizie filo-indonesiane nel periodo che seguì la dichiarazione dell'indipendenza: banche, alberghi, scuole, centri sanitari, ecc. La già debole economia di Timor è stata completamente devastata e il paese è divenuto totalmente dipendente dalla cooperazione internazionale per la ricostruzione. La moneta ufficiale di Timor Est è, dal 2000, il dollaro USA. Dal 2003 il dollaro è stato affiancato da una valuta locale, il centavo est timorense.
Dal 2008 però l'economia timorese è in forte crescita, grazie allo sfruttamento dei giacimenti di gas naturale e petrolio trovati in fondo al mare; le statistiche riportavano una crescita superiore all'8% annuo, inferiore in Asia solo a quella della Mongolia; oltre a questo sono aumentati anche gli investimenti dei residenti che hanno deciso di aprire attività e anche quelli stranieri; il turismo è ancora poco sviluppato, ma ha grandissime potenzialità di crescita grazie al mare pressoché incontaminato; secondo stime governative, se la crescita economica rimarrà tale per un lungo periodo di tempo, entro il 2030 il paese potrebbe diventare una potenza a medio reddito.

## Società

### Evoluzione demografica
Gli est-timoresi, conosciuti nel loro insieme come Maubere, nome un tempo dispregiativo ma utilizzato ora con orgoglio dal movimento di resistenza, appartengono a vari gruppi etnici, fra cui soprattutto quello malese-polinesiano e, in misura notevolmente minore, a quello papuano. Vi sono inoltre piccole minoranze cinesi. Come in altre vecchie colonie portoghesi, nelle quali i matrimoni misti erano largamente accettati, anche a Timor Est si trova una minoranza di meticci, persone di sangue misto note con il nome portoghese di mestiço. Il mestiço di Timor più conosciuto nel panorama internazionale è José Ramos-Horta, un tempo capo del movimento di resistenza in esilio, in seguito ministro degli Esteri e infine Presidente della Repubblica. Anche Mário Viegas Carrascalão, governatore indonesiano del territorio tra il 1987 e il 1992, è un mestiço. Attualmente, la popolazione di Timor Est supera 1 000 000 di abitanti.

### Galleria d'immagini

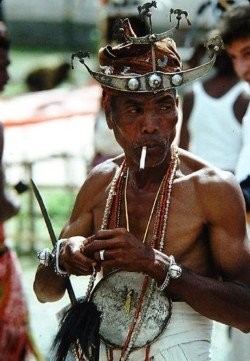
Uomo in costume tradizionale a Ermera
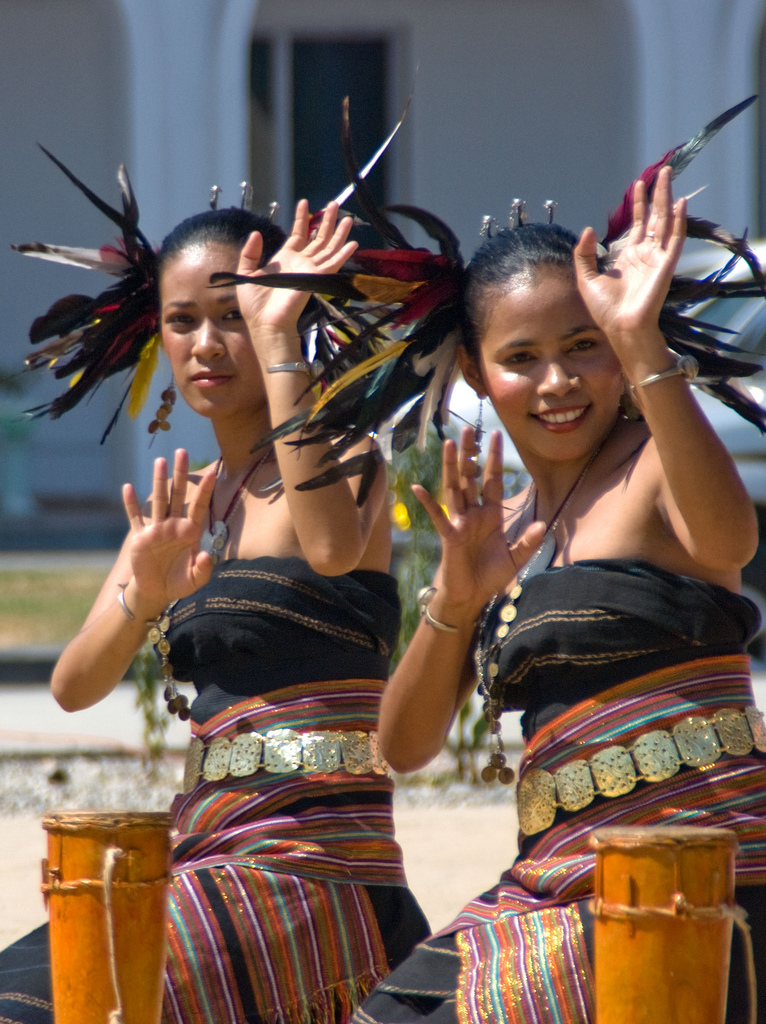
Danzatrici est-timoresi (2008)
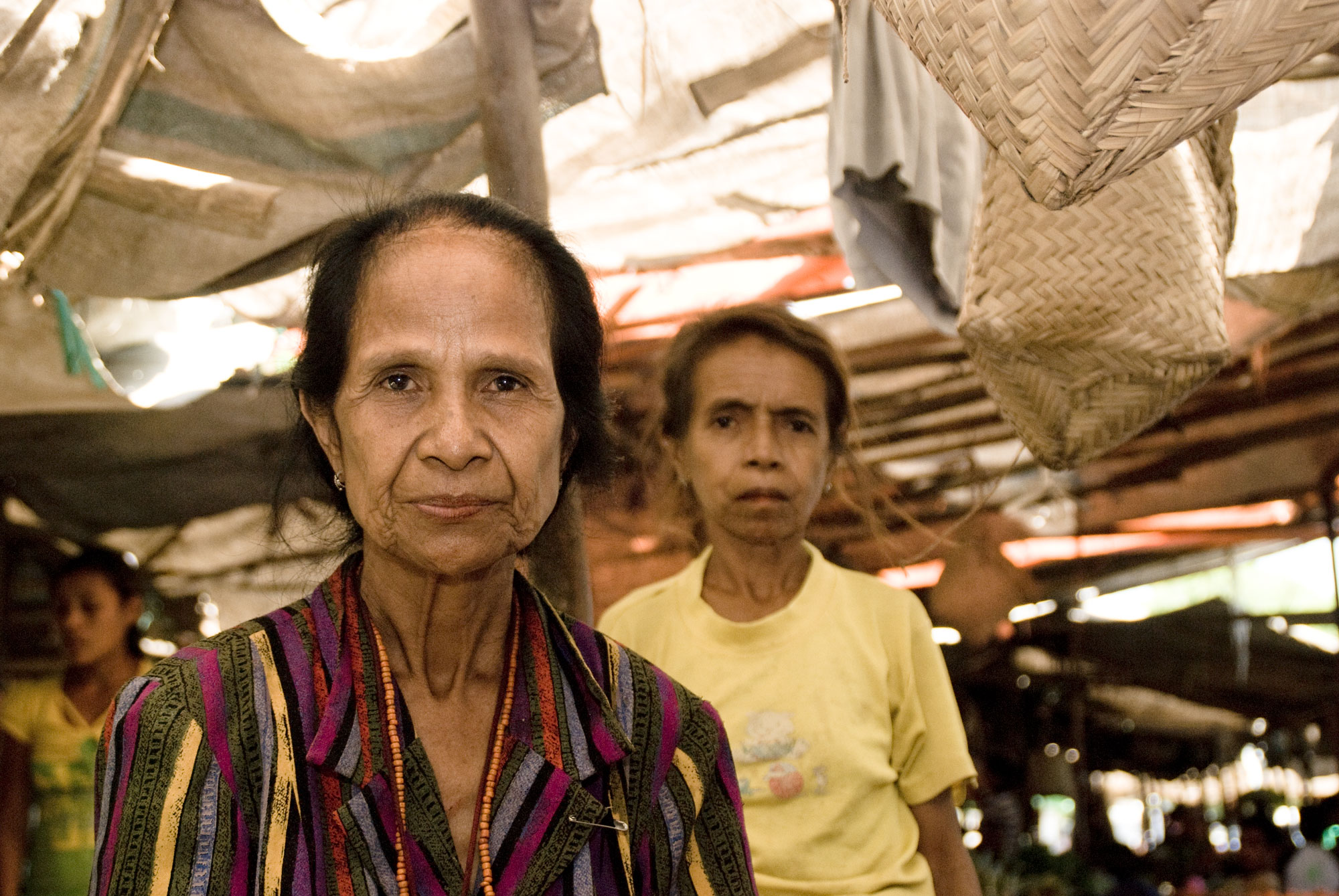
Donne al mercato di Dili
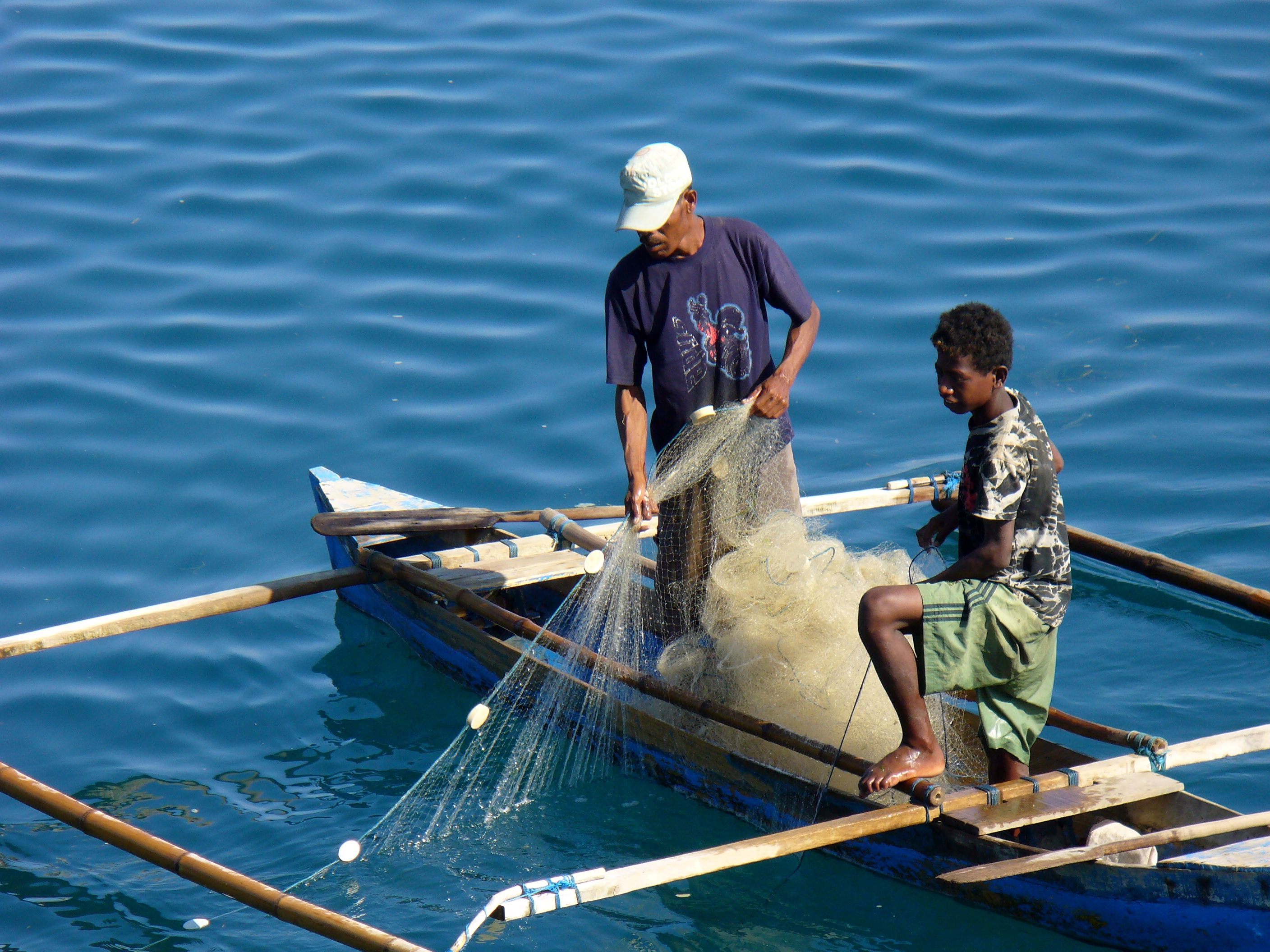
Pescatori a Dili

### Religioni
La maggioranza della popolazione professa la religione cattolica (90%), seguono minoranze musulmane (5%), protestanti (3%), buddhiste, induiste e animiste.

## Istruzione

### Università
L'Università Nazionale di Timor Est è stata fondata nel 1988.

## Cultura
La cultura di Timor Est ha subito varie influenze, tra cui quella portoghese, malese, delle culture indigene melanesiane e di Timor. La cultura timorese è fortemente influenzata dalle leggende austronesiane, sebbene l'influenza cattolica risulti comunque importante. Proprio una leggenda narra che l'isola di Timor sia nata dalla trasformazione di un gigantesco coccodrillo.
L'analfabetismo è ancora molto diffuso, ma c'è una forte tradizione poetica. Per quanto riguarda l'architettura, è possibile incontrare costruzioni in stile portoghese, con i tradizionali totem nelle case della regione orientale. Queste sono conosciute come lulik (che significa case sacre nella lingua tétum), e lee teinu (case con le gambe) nella regione di Fataluku. Parlando della piccola impresa, sono molto diffusi l'artigianato e la tessitura delle tradizionali sciarpe dette tais.

### Lingue e dialetti

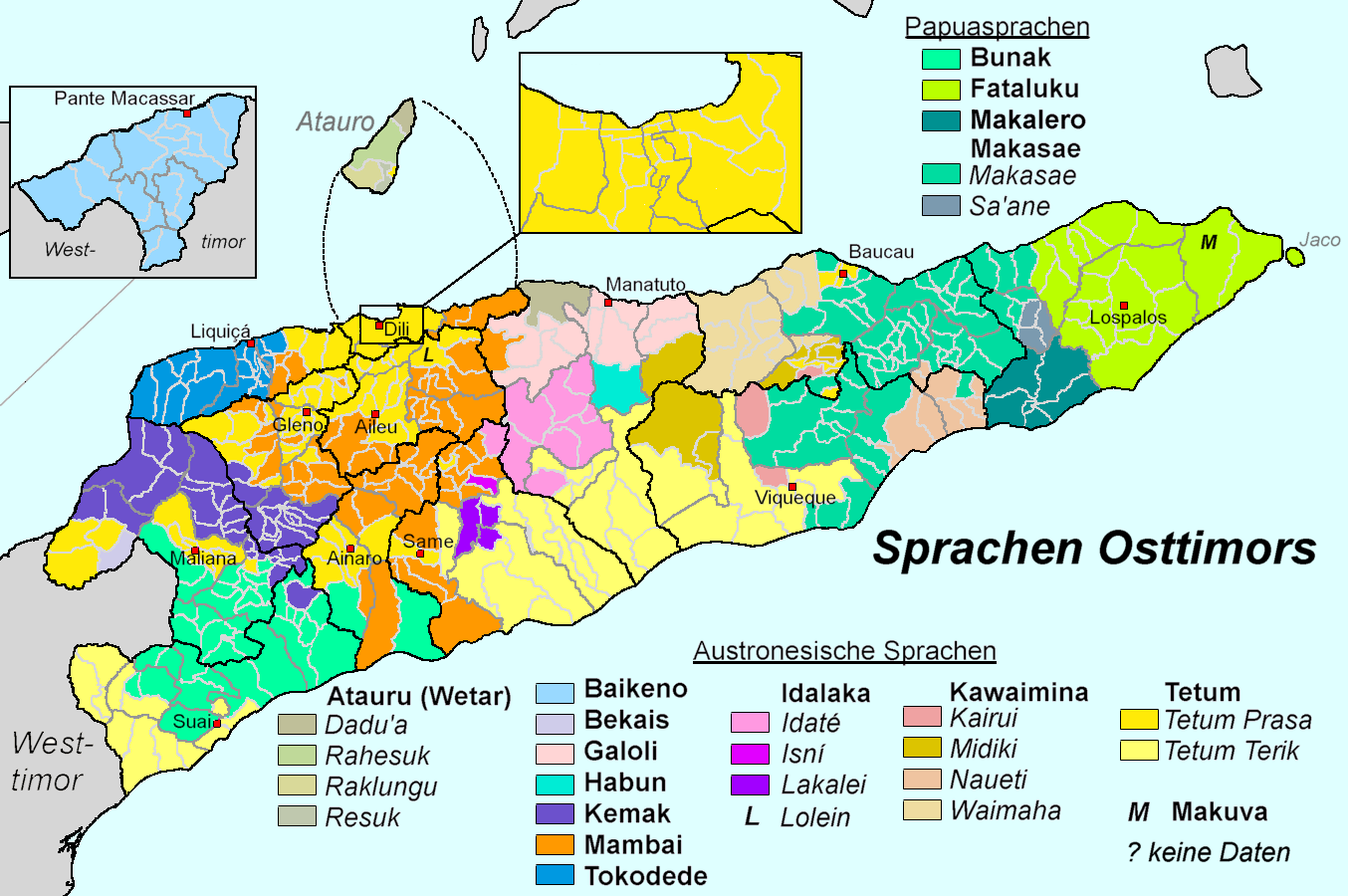
Principali gruppi linguistici a Timor Est

Secondo la costituzione di Timor Est, le lingue ufficiali sono il tetum e il portoghese. Secondo il paragrafo 3 del terzo articolo della legge n. 1/2002, in caso di dubbi nelle interpretazioni delle leggi, la lingua prevalente è comunque il portoghese.
Nonostante la presenza del tetum, esistono comunque più di quindici lingue nazionali a Timor Est, quali: ataurense, baiqueno, becais, búnaque, cauaimina, fataluco, galóli, habo, idalaca, lovaia, macalero, macassai, mambaí, quémaque e tocodede.
La lingua inglese e quella indonesiana, secondo la costituzione, sono le lingue per le disposizioni transitorie.
Esistono comunque minoranze alloglotte, dovute perlopiù a flussi migratori, che parlano varie lingue cinesi: il cinese standard, il cantonese e, principalmente, il cinese hakka (dell'etnia Han, Sud-ovest della Cina).

### Produzione letteraria
In ambito letterario ricordiamo la figura di Luís Cardoso, di cui alcune opere sono state tradotte anche in italiano.

### Musica
Tra i cantautori di Timor Est possiamo ricordare Ego Lemos, di cui una canzone ha ricevuto vari premi.

### Festività nazionale
- 20 maggio: Dia da Restauração da Independência (Giorno dell'indipendenza dall'Indonesia), nel 2002
- 28 novembre: Dia da Proclamação da Independência (Giorno dell'indipendenza dal Portogallo), nel 1975

### Commemorazioni varie
12 novembre: National Youth Day (Giorno del Ricordo per il massacro di Dili o massacro di Santa Cruz), durante l'occupazione indonesiana di Timor Est, nel 1991.